# Радовница
Радовница је насеље у Србији у општини Трговиште у Пчињском округу. Према попису из 2022. било је 712 становника.

## Демографија
У насељу Радовница живи 711 пунолетних становника, а просечна старост становништва износи 34,9 година (33,7 код мушкараца и 36,1 код жена). У насељу има 299 домаћинстава, а просечан број чланова по домаћинству је 3,34.
Ово насеље је великим делом насељено Србима (према попису из 2002. године).
|  |

| Демографија | Демографија | Демографија |
| Година      | Становника  | Становника  |
| ----------- | ----------- | ----------- |
| 1948.       | 1.352       |             |
| 1953.       | 1.397       |             |
| 1961.       | 1.343       |             |
| 1971.       | 1.284       |             |
| 1981.       | 1.062       |             |
| 1991.       | 1.041       | 1.037       |
| 2002.       | 998         | 999         |
| 2011.       | 865         |             |

| Етнички састав према попису из 2002.‍ | Етнички састав према попису из 2002.‍ | Етнички састав према попису из 2002.‍ | Етнички састав према попису из 2002.‍ | Етнички састав према попису из 2002.‍ |
| ------------------------------------ | ------------------------------------ | ------------------------------------ | ------------------------------------ | ------------------------------------ |
|                                      |                                      |                                      |                                      |                                      |
| Срби                                 | Срби                                 |                                      | 988                                  | 98,99%                               |
| Бугари                               | Бугари                               |                                      | 7                                    | 0,70%                                |
| непознато                            | непознато                            |                                      | 3                                    | 0,30%                                |

| Година пописа     | 1948. | 1953. | 1961. | 1971. | 1981. | 1991. | 2002. |
| ----------------- | ----- | ----- | ----- | ----- | ----- | ----- | ----- |
| Број домаћинстава | 197   | 204   | 194   | 225   | 233   | 301   | 299   |

| Број чланова      | 1  | 2  | 3  | 4  | 5  | 6  | 7 | 8 | 9 | 10 и више | Просек |
| ----------------- | -- | -- | -- | -- | -- | -- | - | - | - | --------- | ------ |
| Број домаћинстава | 51 | 59 | 38 | 77 | 51 | 16 | 2 | 3 | 2 | 0         | 3,34   |

| Пол    | Укупно | Неожењен/Неудата | Ожењен/Удата | Удовац/Удовица | Разведен/Разведена | Непознато |
| ------ | ------ | ---------------- | ------------ | -------------- | ------------------ | --------- |
| Мушки  | 382    | 113              | 246          | 19             | 3                  | 1         |
| Женски | 383    | 77               | 249          | 44             | 12                 | 1         |
| УКУПНО | 765    | 190              | 495          | 63             | 15                 | 2         |

| Пол    | Укупно                    | Пољопривреда, лов и шумарство | Рибарство                            | Вађење руде и камена | Прерађивачка индустрија       |
| ------ | ------------------------- | ----------------------------- | ------------------------------------ | -------------------- | ----------------------------- |
| Мушки  | 248                       | 57                            | 0                                    | 6                    | 127                           |
| Женски | 232                       | 69                            | 0                                    | 0                    | 141                           |
| УКУПНО | 480                       | 126                           | 0                                    | 6                    | 268                           |
| Пол    | Производња и снабдевање   | Грађевинарство                | Трговина                             | Хотели и ресторани   | Саобраћај, складиштење и везе |
| Мушки  | 0                         | 3                             | 13                                   | 1                    | 9                             |
| Женски | 0                         | 0                             | 5                                    | 0                    | 0                             |
| УКУПНО | 0                         | 3                             | 18                                   | 1                    | 9                             |
| Пол    | Финансијско посредовање   | Некретнине                    | Државна управа и одбрана             | Образовање           | Здравствени и социјални рад   |
| Мушки  | 0                         | 0                             | 14                                   | 9                    | 3                             |
| Женски | 0                         | 0                             | 3                                    | 7                    | 4                             |
| УКУПНО | 0                         | 0                             | 17                                   | 16                   | 7                             |
| Пол    | Остале услужне активности | Приватна домаћинства          | Екстериторијалне организације и тела | Непознато            | Непознато                     |
| Мушки  | 0                         | 0                             | 0                                    | 6                    | 6                             |
| Женски | 0                         | 0                             | 0                                    | 3                    | 3                             |
| УКУПНО | 0                         | 0                             | 0                                    | 9                    | 9                             |

## Познате личности
- Ђурђа Стојковић, Српска стогодишњакиња (најстарија Српкиња)
- Љубинка Јанковић, југословенска и српска рукометашица